# Podosphaera mors-uvae
Podosphaera mors-uvae (Schwein.) U. Braun & S. Takam – gatunek grzybów należący do rodziny mączniakowatych (Erysiphaceae). Grzyb mikroskopijny, pasożyt bezwzględny wywołujący u agrestu i porzeczki czarnej chorobę amerykański mączniak agrestu.

## Systematyka i nazewnictwo
Pozycja w klasyfikacji według Index Fungorum: Podosphaera, Erysiphaceae, Helotiales, Leotiomycetidae, Leotiomycetes, Pezizomycotina, Ascomycota, Fungi.
Po raz pierwszy zdiagnozował go w 1832 r. Lewis David von Schweinitz, nadając mu nazwę Erysiphe mors-uvae. Obecną, uznaną przez Index Fungorum nazwę nadali mu w 2000 r. Uwe Braun i S. Takam.
Synonimy:
- Albigo mors-uvae (Schwein.) Kuntze 1898
- Albugo mors-uvae (Schwein.) Kuntze 1892
- Desetangsia mors-uvae (Schwein.) Nieuwl. 1916
- Erysiphe mors-uvae Schwein. 1832
- Sphaerotheca mors-uvae (Schwein.) Berk. & M.A. Curtis 1876[3].

## Morfologia i rozwój

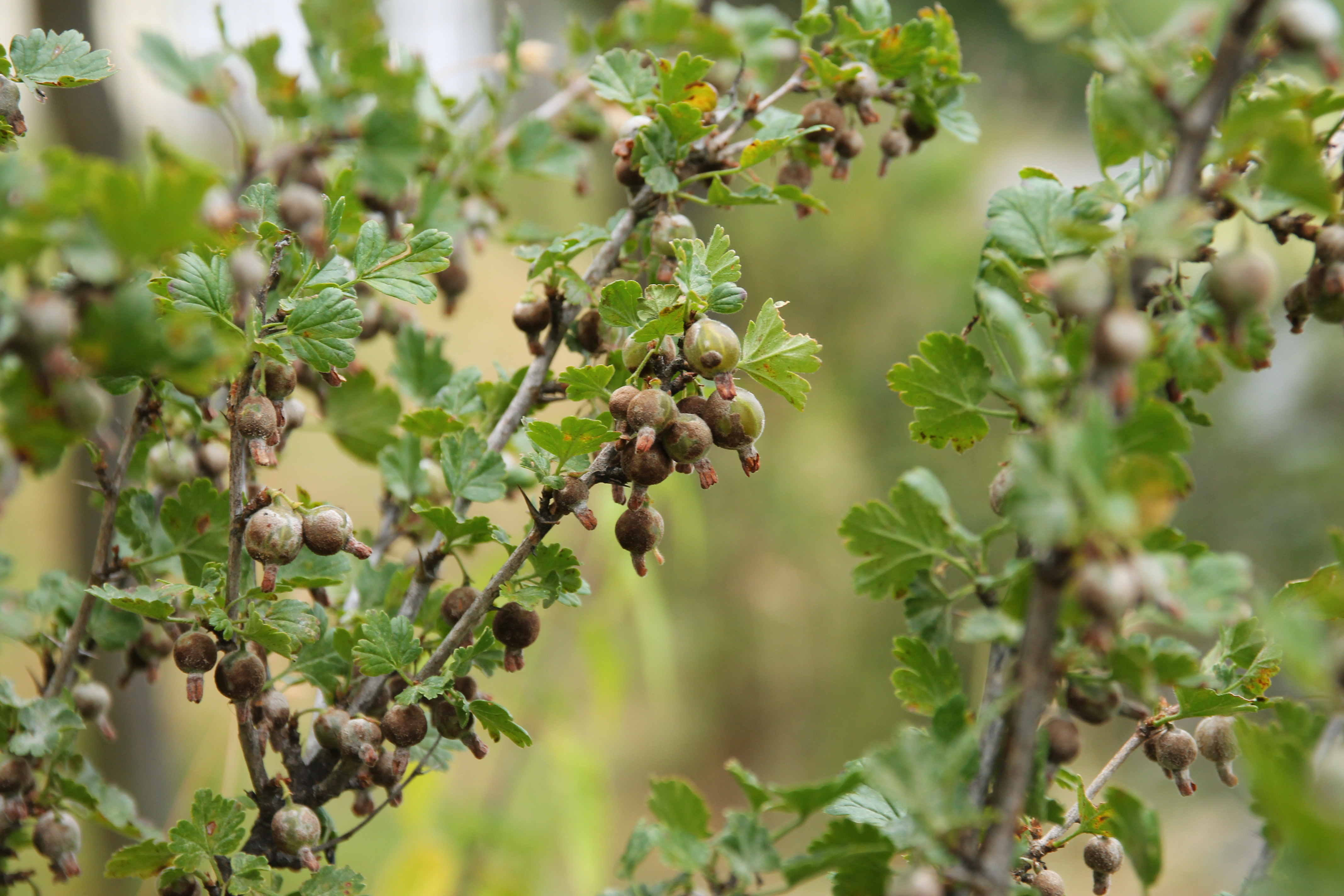
Amerykański mączniak agrestu

Na owocach, łodygach, ogonkach liściowych i obydwu stronach liści porażonych roślin rozwija się grzybnia. Początkowo jest szklista i rzadka, potem trwała, tworząca gęste, watowate kolonie, często zlewające się z sobą i pokrywająca całą powierzchnię liści. Jej nalot początkowo jest biały, później brązowy. Strzępki długie, dość grubościenne, żółtawe do brązowych, o szerokości około 4–9,5 µm, gładkie do nieco szorstkich, słabo rozgałęzione i septowane. Konidiofory wyprostowane, długie, proste. Konidia w długich łańcuchach, szeroko elipsoidalne, jajowate lub beczkowate, 18–30 × 11–20 µm. Kleistotecja zwykle w grupach, zanurzone w gęstej warstwie grzybni. Mają średnicę ok. 70–110 µm i zbudowane są z nieregularnie wielokątnych komórek o średnicy ok. 8–25 µm. Przyczepki w dolnej ich połowie, nieliczne, raczej grube, o zmiennej długości, przeważnie tak długie jak średnica kleistotecjum lub krótsze, ale czasami do 3 razy dłuższe, szkliste, później wybarwione na brązowo, z przegrodami, cienkościenne lub umiarkowanie grube, gładkie lub nieco chropowate, o szerokości 4–10 µm. Worki 65–100 × 50–70 µm (4–) 8–zarodnikowe, kształt zmienny, elipsoidalno-jajowaty, niemal cylindryczny, czasami niemal kulisty, 16-26,5 × 8-15 µm. Zarodniki o wymiarach 20-25 × 12-16 µm. Uwalniają się po pęknięciu owocnika.
Patogen poraża wszystkie gatunki porzeczek (Ribes), szczególnie jednak podatna jest na niego porzeczka czarna (Ribes niger). W Polsce zimuje na porażonych pędach oraz na opadłych liściach. Infekcji pierwotnej dokonują powstające na nich askospory roznoszone przez wiatr.